# Центральный фронт (1920)
Центральный фронт — оперативное объединение Войска Польского, созданное во время советско-польской войны по директиве главнокомандующего, маршала Юзефа Пилсудского, от 28 мая 1920 года. До 25 июня именовался Украинским фронтом, до 9 июля — фронтом Рыдз-Смиглы, а до 6 августа — Юго-Восточным фронтом.

## Формирование и организационные изменения
23 марта фронты были расформированы и вместо них сформированы армии. Причиной была вера в то, что это были в значительной степени импровизированные творения и ограничивали влияние NDWP на ведение войны. В результате из состава 3-х фронтов на востоке было сформировано 5 армий. Но проблемы с командованием большего количества соединений привели к воссозданию фронтов. Другим был Украинский фронт, действовавший на украинском театре военных действий. Она была создана в ходе небольшой реорганизации польской армии на Украине, когда 2-я армия была расформирована, а для остальных создано объединённое командование. 10 июля Украинский фронт был переименован в Юго-Восточный.

## Действия войск фронта

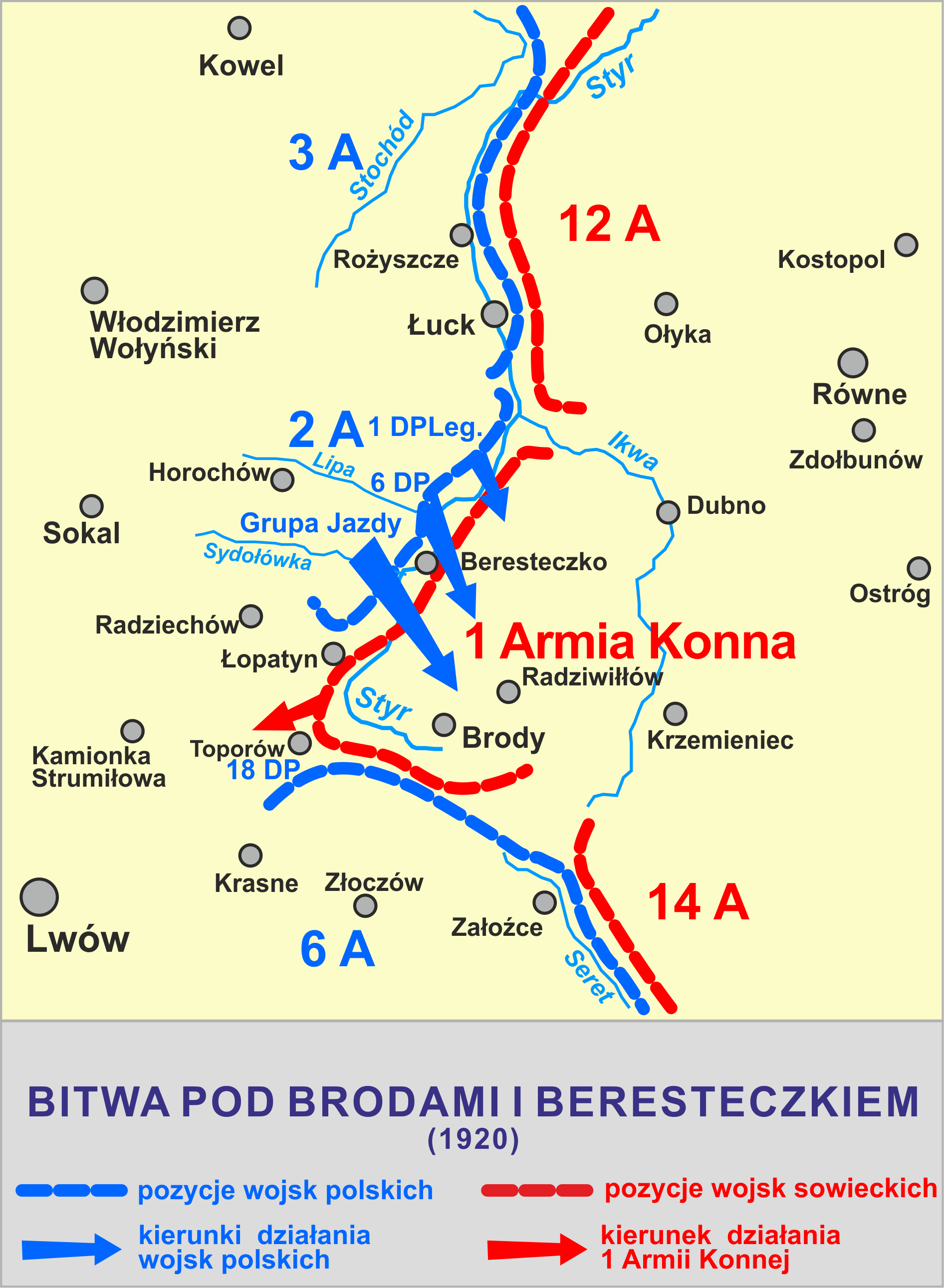
Битва под Бродами и Берестечком

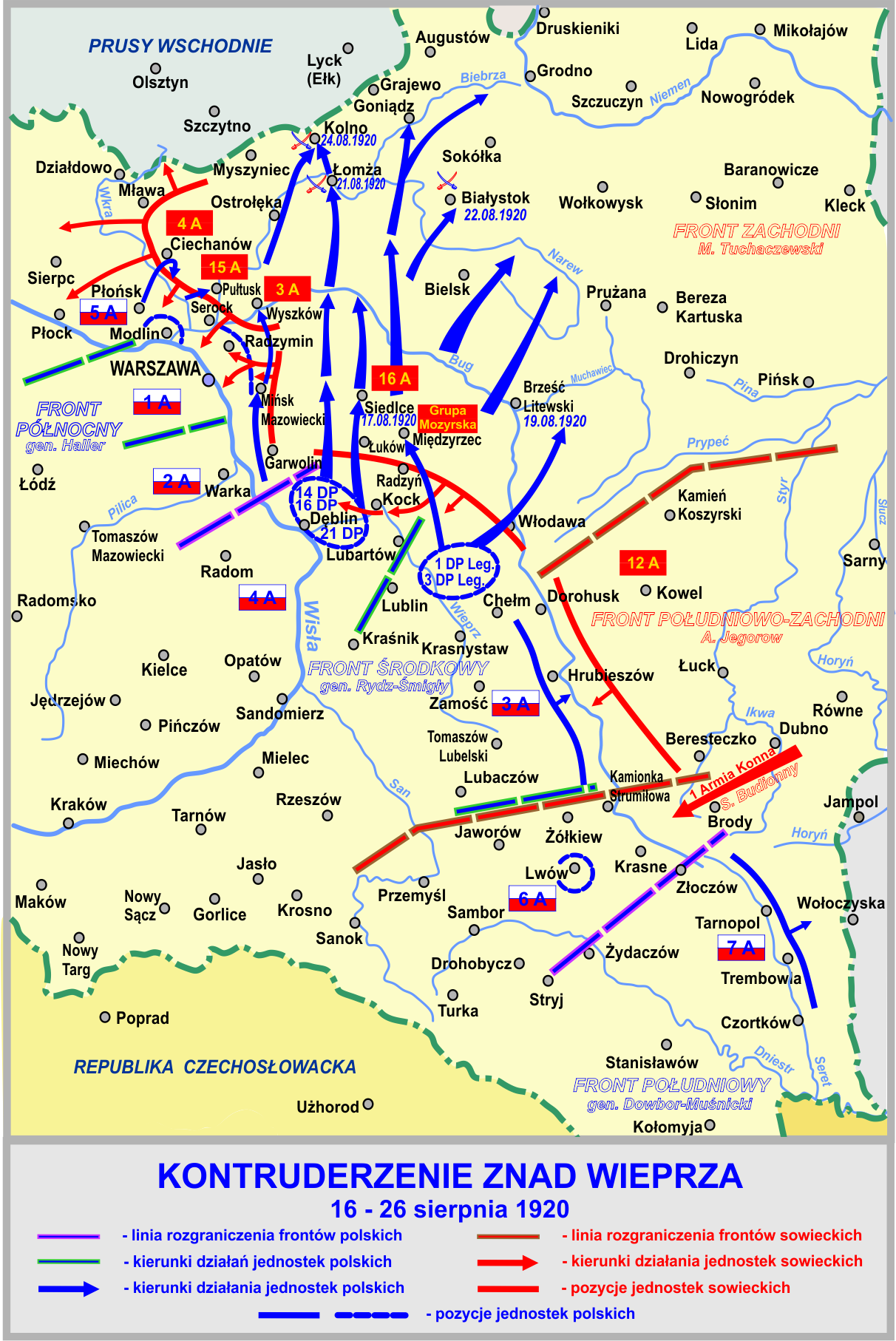
Контратака с реки Вепш

27 мая Красная Армия приступила к реализации харьковских мероприятий. Согласно им, войска Юго-Западного фронта Александра Егорова атаковали польские соединения силами своих армий (12-й, 14-й и 1-й конных армий Буденного). Первый удар 12-й армии против польской 3-й армии в Киеве. Её командир Эдуард Рыдз-Смиглы был вынужден перебросить часть своих сил в город, что заставило всю Конармию противостоять 13-й пехотной дивизии. Было несколько дней боев, в которых приняли участие:
- с польской стороны — 13-я стрелковая дивизия, кавалерийская дивизия и несколько батальонов из резерва Фронта
- с советской стороны — 4-я, 6-я, 11-я, 14-я конные дивизии

Несмотря на первоначальные поражения (уничтожение двух батальонов), 1 июня Войско Польское одержало победу, но командование фронта израсходовало все резервы.
5 июня Семён Буденный снова нанес удар, на этот раз он изменил тактику, которая, несмотря на использование кавалерийской дивизии, прорвала фронт и конная армия вышла в тыл польской армии. 7 июня она заняла Житомир и Бердичев, а 10 июня — Фастов на окраине Киева. Однако 3-я и 6-я армии удержали свои позиции и даже добились локальных успехов, но в результате высадки севернее Киева группировка Эдварда Рыдз-Смиглы оказалась в окружении. Это способствовало его выживанию, ведь позиции вокруг неё должна была занять 12-я армия, а Конная армия была отправлена на запад. 10 июня 3-я армия прорвала фронт и отошла вместе с другими соединениями генерала Листовского на позиции до апрельского наступления.
После первого поражения польское командование приняло решение о расформировании 2-й армии (командующий — генерал Казимеж Рашевский) и бросить её 19 июня на борьбу с Конармией в районе Новогруд-Волынского. Буденный понес там значительные потери и отошел на пополнение своих сил. Успех на среднем участке фронта был нейтрализован поражениями на севере и юге, где были потеряны Олевск и Жмеринка. 22 июня противник возобновил наступление, заняв до 25 июня Новогруд и Эмильчин, после чего последовал отход 2-й армии и перерыв в боях на несколько дней.
Соотношение сил фронта было неблагоприятным, так как позиции группировки генерал-лейтенанта Рашевского, в результате напора большевистской кавалерии, были отведены по отношению к остальной армии и созданы бреши, обороняемые только бригадами. Новый командующий фронтом генерал-лейтенант Смиглы-Рыдз решил использовать расположение войск, чтобы атаковать Конармию с севера (1-я пехотная дивизия), запада (2-я армия) и юга (18-я пехотная дивизия) и уничтожить Конную армию. Операция началась 30 июня и из-за советского превосходства и отсутствия синхронизации закончилась отступлением польских войск к Горыни и обходом крепости Ровно с фланга.
На рубеже июня и июля шли тяжелые бои между 2-й армией и Конной армией за плацдарм на этой реке и в районе Грицува, который был окончательно захвачен 18-й пехотной дивизией и привел к отступлению части вражеские силы к Заславу, захваченному 5 июля. Это не помешало советским войскам взять Олевск, прорвать фронт и выйти в тыл поляков силами 8-й дивизии и 4 июля захватить Ровно у Буденного. Он не воспользовался этой победой, так как по приказу командования Юго-Западного фронта направил свои силы на Грубешув, Луцк и Владимир-Волынский, который разбросал 1 АК. Это облегчило задачу генералу Рашевскому, который 8 июля отбил Ровно, получив свободный путь к Луцку. Отступила и группа генерал-лейтенанта Крайовского (18-я стрелковая дивизия и 20-й бп), отвлекая внимание противника от событий в Ровно.
Бои в начале июля значительно ослабили конницу большевиков, что позволило Юго-Восточному фронту перегруппироваться и занять оборону: 6-я армия — Збруч, 2-я армия — Иква, 3-я армия — Стыр. 12 июля Советы атаковали Дубно, потеряв его 13 июля, что позволило 18-й пехотной дивизии сковать половину сил Конной армии. Остальные атаковали Тарговицу и Луцк, 12-я армия 3-й и 14-я позиции польской 6-й на Збруче. Тяжелые бои продолжались до 23 июля, когда группа генерала Крайовского, усиленная частями 6-й пехотной дивизии, вышла из района Дубно в сторону Бродов, откуда ввиду превосходства противника (вся армия Буденного) 26 июля отошла на угрожаемое направление на Львов. Тем временем 2-я армия перегруппировывала свои силы для операции, позже названной Бродской битвой, которая должна была начаться утром 29 июля. До этого между польской и большевистской армиями были небольшие бои.
Переправа части сил 2-й армии (1-я ДД, 1-я и 6-я пехотные дивизии) из-за отсутствия связи закончилась поражением польской армии. Однако они удержали плацдарм и нанесли противнику потери. 18-я пехотная дивизия вела только встречные бои с ещё небольшими силами Конармии, которая 30 июля получила приказ захватить Львов и разгромить 2-ю армию. Польское командование решило противодействовать этому, но как попытка ликвидировать прорыв конницы Буденного западнее Стыря, так и овладение Бродами не удалась. 31 июля были только локальные акции. 1 августа шли ожесточенные бои по всей линии, особенно на участке 18-й стрелковой дивизии, чей XXXVI вр был окружен в Топорове, и 1-й стрелковой дивизии (?), направляясь к Бродам, взаимодействуя с группой кавалерии, атакующей Радивилов. Вечером 31 июля командующий 2-й армией отдал приказ о наступлении.
Это побудило Александра Егорова усилить силы Конной армии, чего ему не удалось сделать из-за фактического связывания его сил 6-й армией. 2 августа началось решительное наступление 2-й армии на Броды при поддержке конницы, фланговой советской коннице в районе этого города. Состоялись ожесточенные бои, в результате которых разбитая и ослабленная Конармия отошла, а сам город был взят 3 августа. В тот же день польским частям было приказано нанести сильный удар по противнику и быстро отступить, чтобы использовать их в Варшавской битве.
При подготовке к сражению войска Среднего фронта подверглись полной реорганизации — 2-я армия была передана Северному фронту, получив взамен 4-ю армию, а 6-ю армию — Южному фронту. Задача войск генерала Рыдз-Смиглы состояла в том, чтобы атаковать фланг Западного фронта и отрезать ему пути отхода. Поэтому они заняли позиции от Демблина до Бродов.
16 августа началось наступление войск Центрального фронта, завершившееся 18 августа. В результате этих боев Мозырская группа и часть 16-й армии были разгромлены. С этого времени польская армия (особенно соединения генерал-лейтенанта Рыдзи, дополненные 2-й армией) на северном ТВД преследовала противника до границы с Восточной Пруссией, где 4-я армия (включая 3-й кавалерийский корпус) и части 15-й армии укрылись 23 августа.

## Боевой состав
- 2-я армия (19 июня — 6 августа, повторно 18-23 августа)
- 3-я армия (28 мая — 23 августа)
- 4-я армия (6-23 августа)
- 6-я армия (28 мая — 10 августа)

Вместе:
- около 60 000 солдат (июнь)
- около 50 000 солдат (август)

## Штатное расписание командования фронта
Командующие фронтами
- Генерал-лейтенант Антоний Листовский (28 мая — 26 июня 1920 г.)
- Генерал-лейтенант Эдвард Рыдз-Смиглы (26 июня — 23 августа 1920 г.)
- Начальник штаба — подполковник Тадеуш Кутшеба
- Судебный и юридический секретарь — подполковник Александр Моравский.